# 双冀
双冀（サンギ、朝鮮語: 쌍기、生没年不詳）は、高麗に帰化した中国後周の儒学者。高麗の外交文書の草案の多くは双冀が作成し、高麗における科挙の実施に寄与するなど、貢献が多大であるため、高麗から比類のない厚遇を受ける。高麗王光宗は、奴婢のなかから良賤を明らかにして良を放った奴婢按検法をおこない、科挙の制度を採用したが、科挙採用は双冀の意見に従ったものである。

## 概要
956年、後周の第2代皇帝の世宗柴栄は、薛文遇を冊封使として高麗へ派遣した。その際に、薛文遇に従って高麗に来た双冀は、病によって倒れ、高麗に滞留することになった。光宗は、双冀の才能を愛し、遂に擢用し、翰林学士として文柄を掌らしめた。957年、双冀の建議によって唐制に倣った科を設け、双冀を知貢挙となした。翌年、双冀の父も使臣に随って来り、佐丞を拝した。
高麗は、宋・契丹・女真などとも活発に交流し、これらの国からの帰化人も多かった。帰化人の職種で最も多いのは、文人・文士・官人などのインテリであり、他には、商人・訳語・僧侶・医師・音楽家・占術師などである。後三国を統一を主導した勢力は武将であるため、インテリが絶対的に不足していたため、高麗は、帰化人に官職・土地・家屋、物品を与えるなど帰化人を優遇した。特に光宗は帰化した漢人を厚遇し、臣僚の娘と婚姻させた。帰化人は、外交・通訳・貿易・医療・音楽・占術など多方面で活躍し、高麗の発展に大きく寄与した。